# Gabrán mac Domangairt
Gabrán mac Domangairt (Gawran map Dinwarch  en galés antiguo), o Gabrán el traidor (Gwran Wradouc), fue rey de Dál Riata a mediados del siglo VI. Es el antepasado epónimo de los Cenél nGabráin. Gabrán era hijo de Domangart Réti.
La evidencia histórica de Gabrán se limita a la noticia de su muerte en los anales irlandeses y galeses. Es posible que la muerte de Gabrán esté conectada con la migración o huida de Bridei mac Maelchon, pero puede que sólo sea una coincidencia.